# Blackstahyttan

Blackstahyttan är en by vid foten av Kilsbergen, omkring 2 mil väster om Örebro, 2 kilometer från Frösvidal. Byn består av en handfull bostadshus, två större gårdar och ett flertal sommarstugor. Trakten kring Blackstahyttan är ett populärt mål för svamp- och bärplockare.

## Blackstahytte masugn
Blackstahyttan omnämnes första gången år 1554, men hyttan är betydligt äldre än så. Kanske härstammar den från 1200- eller 1300-talet. Blackstahyttan hanterades år 1561 av sju bergsmän. Den låg under Lekebergslagen. Malmen kom från Dalkarlsberg och Mogruvan. År 1738 upphörde verksamheten. Den flyttade då till den närbelägna Moshyttan i Tysslinge socken.